# Предел (седловина)
Вижте пояснителната страница за други значения на Предел.
Предел е планинска седловина (проход) в Западна България, между планините Пирин на юг и Рила на север в Община Симитли и Община Разлог, област Благоевград.
Проходът е дължина от 20 km, а надморската височина на седловината е 1140 m. Той свързва долината на река Струма на запад с Разложката котловина на изток. Започва североизточно от село Градево, при разклона за село Долно Осеново, на 531 m н.в. и се насочва се на изток-югоизток, нагоре по долината на река Еловица (ляв приток на Градевска река, от басейна на Струма). След 12,9 km достига седловината на 1140 m н.в. и започва спускане на изток по долината на река Раблево (ляв приток на река Изток, от басейна на Места). След 7,1 km западно от град Разлог слиза в най-западната част на Разложката котловина и завършва на 890 m н.в.
В района на седловината са изградени над десет почивни станции, които предлагат повече от 1000 легла. Има ски писта, наречена Кулиното, дълга 1300 м. От 1965 г. в местността се провежда фолклорния фестивал Пирин пее, в който се надпяват фолклорни групи от всички краища на страната. Предел има историческо значение с това, че тук през октомври 1878 г. е поставено началото на Кресненско-Разложкото въстание, насочено срещу Берлинския договор.
През прохода и седловината преминава участък от 20 km от второкласния Републикански път II-19 (от km 12,5 до km 32,5) Симитли – Банско – Гоце Делчев– ГКПП Илинден - Ексохи. Поради важното транспортно и стратегическо значение на прохода пътят през него се поддържа целогодишно за движение на МПС. Поради нарасналия туристически трафик към курорта Банско през 2005 г. пътят е основно рехабилитиран и разширен.

## Други
На Предел е наречена улица в квартал „Крива река“ в София (Карта).
Вижте как изглежда проход Предела и от дрон.

## Топографска карта
- Лист от карта K-34-83. Мащаб: 1 : 100 000.